# Shigetoshi Hasebe
Shigetoshi Hasebe (長谷部 茂利 Hasebe Shigetoshi?), född 23 april 1971 i Kanagawa prefektur, är en japansk före detta fotbollsspelare.
Hasebe började sin karriär 1994 i Verdy Kawasaki. Med Verdy Kawasaki vann han japanska ligan 1994, japanska ligacupen 1994 och japanska cupen 1996. 1997 flyttade han till Kawasaki Frontale. Efter Kawasaki Frontale spelade han för Vissel Kobe och JEF United Ichihara. Han avslutade karriären 2003.